# Acome micrantha
Acome micrantha là một loài thực vật có hoa trong họ Capparaceae. Loài này được (Bojer) Baker mô tả khoa học đầu tiên năm 1882.